# Большое рентгеновское пятно

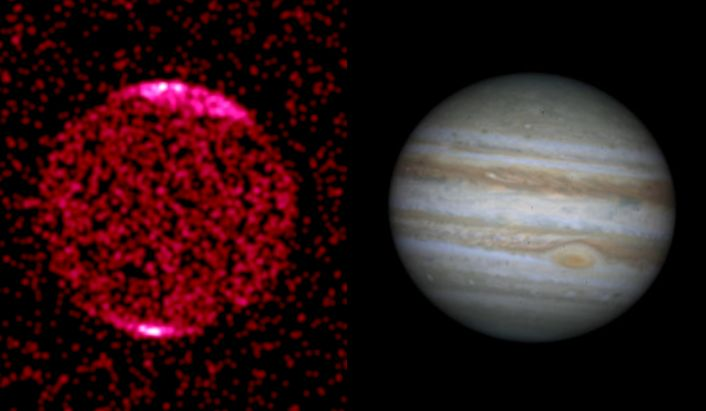
Изображение Юпитера в рентгеновском диапазоне волн, орбитальный телескоп Чандра, 18 декабря 2000 г., экспозиция 10 часов, расстояние примерно 650 млн км.

Большое рентгеновское пятно — явление на Юпитере, видимое в рентгеновском диапазоне волн. Большое рентгеновское пятно расположено в полярных областях и доминирует на северном полюсе Юпитера. Впервые изображение этого явления было получено рентгеновской орбитальной обсерваторией Чандра 18 декабря 2000 года.
Излучение пятна пульсирует с периодом около 45 минут.
Природа этого явления пока не получила объяснения.